# Wakeman River
Der Wakeman River ist ein 64 km langer Zufluss des Pazifischen Ozeans an der Westküste der kanadischen Provinz British Columbia.

## Flusslauf
Der Wakeman River entspringt südlich des Selman Lake am Westrand des Ha-Iltzuk Icefield in den Pacific Ranges, einem Teilgebirge der südlichen Coast Mountains. Er fließt in überwiegend südlicher Richtung durch das Gebirge. Er nimmt dabei die Flüsse Catto Creek und Atwaykellesse River, beide von links, auf. Der Wakeman River mündet schließlich in das Kopfende des Wakeman Sound, einer Seitenbucht im Nordwesten des Kingcome Inlet. Der Wakeman River entwässert ein Areal von etwa 770 km². Der mittlere Abfluss 11 km oberhalb der Mündung beträgt 79,7 m³/s. Zwischen Mai und Juli werden gewöhnlich die höchsten Abflüsse im Jahr gemessen.

## Namensgebung
Benannt wurde der Fluss nach seinem Mündungsgewässer, dem Wakeman Sound. Der Wakeman Sound wurde 1866 von Kapitän Daniel Pender von der Royal Navy nach William Plowden Wakeman, der 1866–1872 auf der Marinewerft Esquimalt bei Victoria tätig war, benannt.